# Cylindrothecium compressum
Cylindrothecium compressum là một loài Rêu trong họ Entodontaceae. Loài này được (Hedw.) Schimp. mô tả khoa học đầu tiên năm 1851.